# Aqua-Fi
Aqua-Fi ou Wi-Fi subaquático é um sistema experimental baseado em tecnologia a laser que permitirá o envio veloz de informações através da água. o sistema fornece internet sem fio no fundo do mar, permitindo que os mergulhadores conversem sem sinais manuais e enviem dados ao vivo para a superfície.
o Aqua-Fi usava ondas de rádio para enviar dados do smartphone de um mergulhador para um dispositivo “gateway” ligado ao equipamento. Então, como um amplificador que amplia o alcance Wi-Fi de um router doméstico de Internet, este gateway envia os dados através de um feixe de luz para um computador na superfície ligado à internet via satélite.